# زهرة (مجلة)
مجلّة الزهرة هي مجلة فلسطينية أدبيّة روائيّة أخلاقيّة تاريخيّة فكاهيّة. كانت تصدر كل نصف شهر. في الأصل كانت تُسمى مجلة "زهرة الجميل" ولكن تبدّل الاسم لـ "الزّهرة" بالسّنة الثّانية لإصدارها في شهر أيّار سنة 1922. كانت المجلة تصدر مرتين في الشّهر من قبل المكتبة الوطنيّة في حيفا. أمّا صاحبها ومديرها المسؤول فهو الأستاذ جميل البحريّ، الذي سكن حيفا وأسهم بشكل كبير في نهضتها الثقافيّة، إذ كان من المؤسّسين البارزين لحلقة الأدب في المدينة عام 1922. تتميّز المجلة بوفرة الرّوايات والمقالات الأدبيّة فيها، إذ شملت العديد من الأسماء البارزين مثل الأستاذ وديع البستاني وغيره من الأسماء. 

## وصلات خارجية
1. 1 2 3 4 5 6  وصلة مرجع: https://projectjaraid.github.io.
2. 1 2  مذكور في: تاريخ الصحافة العربية. المُؤَلِّف: فيليب دي طرازي. الناشر: المطبعة الأدبية. لغة العمل أو لغة الاسم: العربية. تاريخ النشر: 1913.
3. 1 2 3 4  وصلة مرجع: https://info.wafa.ps/ar_page.aspx?id=4397.
4. 1 2  مذكور في: تاريخ الصحافة العربية. المُؤَلِّف: فيليب دي طرازي. الناشر: المطبعة الأدبية. لغة العمل أو لغة الاسم: العربية. تاريخ النشر: 1913.
5. ↑  "⁨⁨زهرة الجميل (الزهرة)⁩⁩ | مجموعة الصحافة | المكتبة الوطنيّة الإسرائيليّة". www.nli.org.il. مؤرشف من الأصل في 2023-02-09. اطلع عليه بتاريخ 2023-11-09.
6. ↑  "جميل البحري.. أسس المسرح ليكون في خدمة تكريس الهوية الفلسطينية". عربي21. 21 أغسطس 2023. مؤرشف من الأصل في 2023-10-03. اطلع عليه بتاريخ 2023-12-07.